# Uiara Catharina Soares e Silva
Uiara Catharina Soares e Silva (1987) es una botánica, curadora y profesora brasileña.
En 2008, obtuvo una licenciatura en Historia natural, por la Universidad Estadual de Feira de Santana, la maestría en Biología Vegetal en 2010; y, el doctorado, con la defensa de la tesis: Filogeografia, Diversidade Genética e Biologia Reprodutiva de espécies de Mandevilla (Apocynaceae) endêmicas da Cadeia do Espinhaço, por la misma casa de altos estudios, en 2013.
Como becaria desde 2004, desarrolla actividades académicas y de investigación, en el Departamento de Ciencias Biológicas, de la Universidad Estadual de Feira de Santana. Tiene experiencia en el área de Botánica, con énfasis en la familia de las apocináceas, principalmente en su taxonomía.

## Algunas publicaciones
- uiara c.s. Silva, a. Rapini, sigrid Liede-Schumann, p.l Ribeiro, cássio van den Berg. 2012. Taxonomic Considerations on Metastelmatinae (Apocynaceae) Based on Plastid and Nuclear DNA. Systematic Botany 37: 795-806
- p.l. Ribeiro, a. Rapini, uiara c.s. Silva, tatiana u.p. Konno, l.s. Damascena, cássio van den Berg. 2012. Spatial analyses of the phylogenetic diversity of Minaria (Apocynaceae): assessing priority areas for conservation in the Espinhaço Range, Brazil. Systematics and Biodiversity 10: 317-331
- ----------------, ------------, ---------------------. 2012. Using multiple analytical methods to improve phylogenetic hypotheses in Minaria (Apocynaceae). Molecular Phylogenetics and Evolution 65: 915-925
- ----------------, ------------, ---------------------. 2010. Hemipogon abietoides (Apocynaceae, Asclepiadoideae). Curtis's Bot. Magazine 27: 23-35
- uiara c.s. Silva, g.m. Costa, a. Costa Neto, s.m.c. Amorim. 2009. Educação Ambiental: Uma Alternativa para a Melhoria da Qualidade de Vida da Comunidade do Bairro Novo Horizonte, Feira de Santana, Ba. Sitientibus. Série Ciências Biológicas 9: 102-105

### Cuerpo editorarial
- 2009 - actual, Periódico: Rodriguesia

## Membresías
- ASPT (American Society of Plant Taxonomists)
- de la Sociedad Botánica del Brasil[3]